# 奚阿兴
奚阿兴（1944年1月28日—）出生于上海市黄浦区，是一位中国画家。他也是中國美術家協會會員、上海美術家協會理事、上海少年兒童出版社美術總監。 